# Endiandra lecardii
Espèce
Classification phylogénétique
Statut de conservation UICN

 VU  : Vulnérable
Endiandra lecardii est une espèce de plantes à fleurs du genre Endiandra de la famille des Lauraceae.